# Philip Showalter Hench
Philip Showalter Hench (Pittsburgh, 28 februari 1896 – Ocho Rios, 30 maart 1965) was een Amerikaans arts, die in 1950 samen met Tadeus Reichstein en Edward Calvin Kendall de Nobelprijs voor de Fysiologie of Geneeskunde won. De drie kregen de prijs voor de ontdekking van de hormonen van de bijnierschors, hun structuur en functie. Dit hormoon kon goed worden gebruikt voor de behandeling van reumatoïde artritis.

## Biografie
De in Pittsburgh geboren Hench was de zoon van Jacob Bixler Hench (1863-1930) en Clara John Showalter (1865-1944). Hij had een oudere broer, een tweelingzus en nog een jongere zus. Hij studeerde aan het Lafayette College in Easton, Pennsylvania, waar hij in 1916 zijn Bachelor of Arts haalde. Hij diende in het medische korps van het Amerikaanse leger, en in het reservekorps om zijn medische opleiding af te maken. In 1920 studeerde hij af aan de Universiteit van Pittsburgh.
Onmiddellijk na het behalen van zijn medische graad bracht hij een jaar door als arts-assistent bij het St. Francis Hospital in Pittsburgh; aansluitend was hij werkzaam op de afdeling van reumatische ziektes van de Mayo Clinic. Reeds in 1926 werd hij hoofd van deze afdeling. Van 1947 tot 1965 was hij hoogleraar aan de Universiteit van Minnesota.
Bij de Mayo Clinic specialiseerde Hench zich in reumatoïde artritis en merkte op dat bepaalde lichamelijke veranderingen, zoals geelzucht en zwangerschap, de pijn verminderde bij patiënten met artritis. Samenwerkend met Edward Kendall ging hij op zoek naar de oorzaak hiervan en ontdekte hierin de rol van de bijschorsnierhormonen cortison en corticotropine (ACTH). Stoffen die een gunstig, doch tijdelijk effect, hadden op de behandeling van chronisch gewrichtsreuma. Voor dit werk verkreeg Hench in 1950 de Nobelprijs, een eer die hij deelde met Kendall en de Zwitserse scheikundige Tadeus Reichstein. Daarnaast werd hij samen met Kendall onderscheiden met de Albert Lasker Award (1949).
Hench huwde in 1927 Mary Genevieve Kahler. Samen hadden ze vier kinderen, twee dochters en twee zonen. Zijn zoon Philip Kahler Hench volgde in de voetsporen van zijn vader en studeerde ook reumatologie. Hench overleed aan een longontsteking toen hij op vakantie was in het Jamaicaanse Ocho Rios.